# Desgel
|  | Aquest article tracta sobre la fusió de la neu i les geleres. Si cerqueu el disc de Miguel Poveda, vegeu «Desglaç (disc de Miguel Poveda)». |

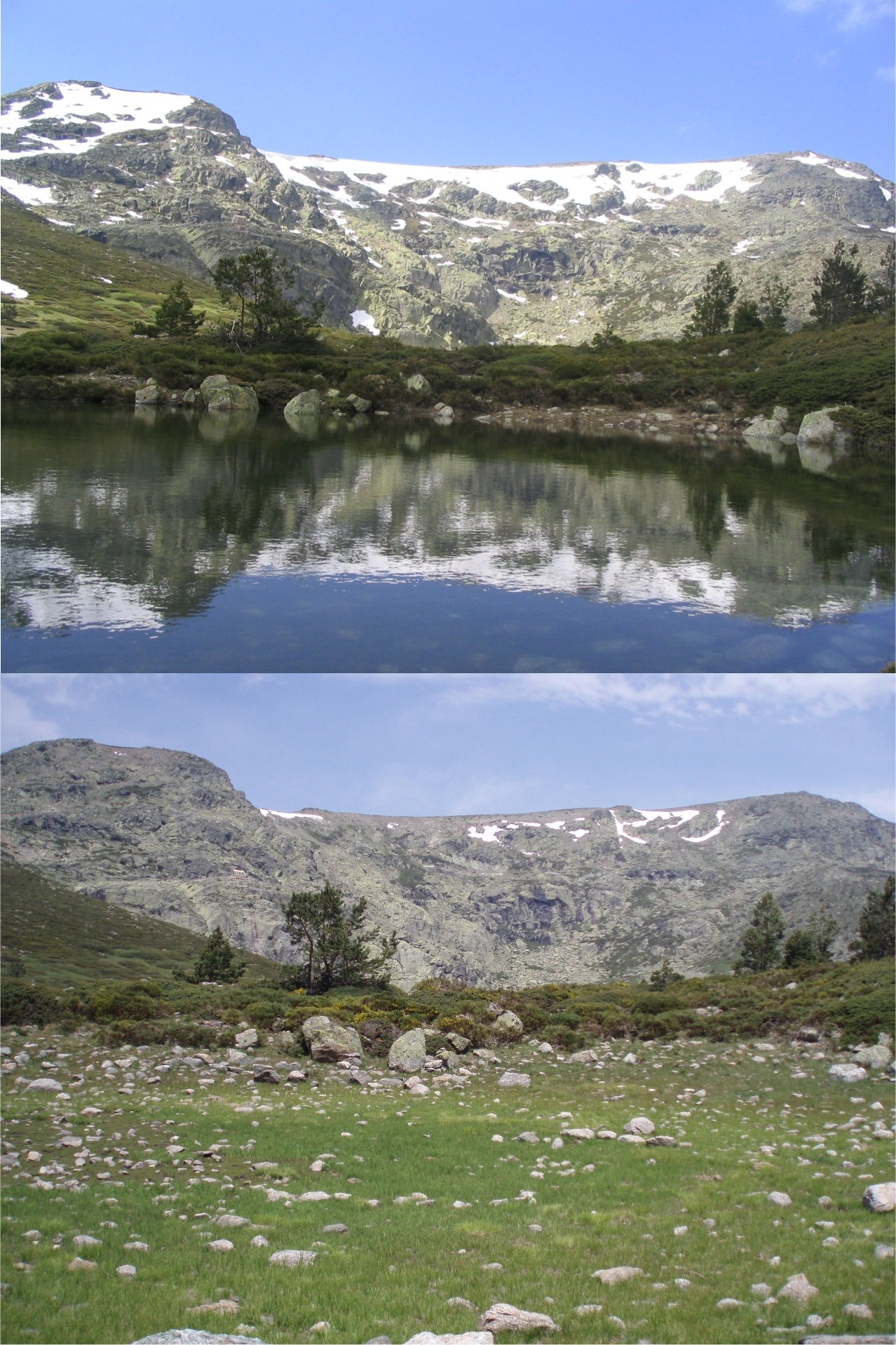
Exemple de desgel primaveral al circ de Penyalara (Espanya). La imatge superior és del 30 d'abril i la inferior del 9 de juny.

El desgel o desglaç és la fusió de les neus i les geleres a conseqüència de l'augment de les temperatures a la primavera.
El desgel allibera enormes volums d'aigua congelada durant l'hivern; creix així el cabal dels rius, eventualment fins i tot provocant inundacions, sobretot si plou a la conca hidrogràfica del riu. A les regions molt fredes, el procés s'agreuja per la fragmentació de la capa de gel que cobreix els llacs i els cursos de l'aigua. La panna de glaç pot amuntegar-se fins a l'extrem de formar-ne una barrera que en trencar-se dona lloc a una ona destructora. De vegades la fusió de les pannes de glaç s'efectua prematurament en el curs superior d'un riu, la qual cosa contribueix a les revingudes nivals.
El desgel és una mostra del que s'acosta a causa de l'escalfament global.